# Carl Max Hasselmann
Carl Max Hasselmann (* 30. April 1897 in Frankfurt am Main; † 1973) war ein deutscher Dermatologe und emeritierter Hochschullehrer. 

## Leben
Hasselmann promovierte 1921 bei Dietrich Gerhardt an der Julius-Maximilians-Universität Würzburg Zur Frage der Calcariurie, leitete von 1926 bis 1945 ein Krankenhaus auf den Philippinen sowie eine Praxis in Manila und war ab 1930 Professor für Dermatovenerologie eines amerikanischen Colleges. Er hatte von 1947 bis 1967 den Lehrstuhl für Haut- und Geschlechtskrankheiten der Universitätsklinik Erlangen inne. Seine Ernennung war zu dem Zeitpunkt bemerkenswert, da er zwischen 1926 und 1946 im Grunde ausschließlich im Ausland praktiziert hatte und bei seiner Ernennung nicht einmal die Facharztanerkennung einer deutschen Ärztekammer noch eine Habilitation in Deutschland vorweisen konnte. Unter seiner Leitung wurden 1950 alle Stationen der Dermatologie wieder an einen Standort zusammengeführt. 1950 wurde Hasselmann von der WHO zum Chief Medical Advisor eines Projektes in Indonesien ernannt. Nachdem er bereits unter dem Vorsitz von Hans Bürger-Prinz von 1952 bis 1954 Beisitzer des Vorstandes gewesen war, saß er von 1954 bis 1958 der Deutschen Gesellschaft für Sexualforschung (DGfS) vor. Zudem war er Mitglied der International Society of Tropical Dermatology. 1965 erfolgte seine Emeritierung. Bis 1967 vertrat er den Lehrstuhl weiterhin.

## Schriften (Auswahl)
- Beiträge zur Frage der Calcariurie. In: Münchner Medizinische Wochenschrift. Band 69, Nr. 34, 1921, S. 1080 (archive.org – Zugleich: Dissertation, Universität Würzburg, 1921).
- Cultural elements and scenic beauties in the Philippines. The world-wonders of terraced rice-fields and aboriginal pageantry in Northern Luzon Mountains. McCullough, Manila 1931.
- mit Otto Schöbl: Über Beziehungen zwischen Framboesi und Syphilis. J. A. Barth, Leipzig 1932.